# Samantha Evans
Samantha Evans es una líder de adoración cristiano Pentecostal australiana que principalmente escribe canciones de alabanza y adoración. Ella es la fundadora y pastora principal de la Iglesia Planetshakers junto con su esposo Russell Evans.

## Historia
En 1997, Samantha Evans comenzó el viaje que ahora se conoce como la Iglesia Planetshakers con su esposo Russell. Ella ha servido a su iglesia local como co-pastora líder en Melbourne, donde se inició la primera Iglesia Planetshakers en 2004 y ha crecido a más de 12,000 miembros.

## Ministerio
Evans es cofundadora, líder de adoración de la banda Planetshakers que se formó en 1997. La banda, a través de la iglesia, tiene un sello discográfico, Planetshakers Ministries International.

## Vida familiar y personal
Samantha Evans creció en una familia católica. A los 16 años sufrió el abandono familiar por parte de su padre. Después de terminar su último año de escuela secundaria, una tía comenzó a hablar con ella sobre una relación personal con Jesús y se convirtió al cristianismo evangélico. Comenzó a asistir semanalmente a una pequeña Iglesia Las Asambleas de Dios. Conoció a su esposo Russell en la iglesia. Samantha Evans se casó con Russell Evans en 1992 y juntos tienen dos hijos, Jonathan y Aimee.